# Danh sách cầu thủ tham dự Cúp Vàng CONCACAF 2005
Dưới đây là danh sách các cầu thủ của các đội tham gia Cúp Vàng CONCACAF 2005.

## Canada
Huấn luyện viên:  Frank Yallop
| Số | Vt | Cầu thủ           | Ngày sinh (tuổi)            | Số trận | Câu lạc bộ           |
| -- | -- | ----------------- | --------------------------- | ------- | -------------------- |
| 22 | TM | Mike Franks       | 27 tháng 4, 1977 (28 tuổi)  | 0       | Vancouver Whitecaps  |
| 1  | TM | Greg Sutton       | 19 tháng 4, 1977 (28 tuổi)  | 2       | Montreal Impact      |
| 2  | HV | Adam Braz         | 7 tháng 6, 1981 (24 tuổi)   | 0       | Montreal Impact      |
| 9  | TĐ | Ali Gerba         | 27 tháng 7, 1982 (22 tuổi)  | 0       | Montreal Impact      |
| 5  | HV | Gabriel Gervais   | 18 tháng 9, 1976 (28 tuổi)  | 4       | Montreal Impact      |
| 3  | HV | Chris Pozniak     | 10 tháng 1, 1981 (24 tuổi)  | 12      | Haugesund            |
| 8  | HV | Adrian Serioux    | 12 tháng 5, 1979 (26 tuổi)  | 5       | Millwall             |
| 11 | TV | Jim Brennan       | 8 tháng 5, 1977 (28 tuổi)   | 38      | Norwich City         |
| 6  | TV | Patrice Bernier   | 23 tháng 9, 1979 (25 tuổi)  | 8       | Tromsø               |
| 18 | TV | Rhian Dodds       | 3 tháng 10, 1979 (25 tuổi)  | 0       | Kilmarnock           |
| 12 | TV | Sandro Grande     | 9 tháng 9, 1977 (27 tuổi)   | 4       | Montreal Impact      |
| 7  | TV | Iain Hume         | 20 tháng 10, 1983 (21 tuổi) | 11      | Tranmere Rovers      |
| 13 | TV | Atiba Hutchinson  | 8 tháng 2, 1983 (22 tuổi)   | 12      | Helsingborgs         |
| 16 | TV | Patrick Leduc     | 26 tháng 12, 1977 (27 tuổi) | 0       | Montreal Impact      |
| 17 | TV | Jaime Peters      | 4 tháng 5, 1987 (18 tuổi)   | 7       | Ipswich Town         |
| 15 | TV | Josh Simpson      | 15 tháng 5, 1983 (22 tuổi)  | 7       | Millwall             |
| 14 | TĐ | Dwayne De Rosario | 15 tháng 5, 1978 (27 tuổi)  | 29      | San Jose Earthquakes |
| 4  | TĐ | Kevin McKenna (c) | 21 tháng 1, 1980 (25 tuổi)  | 27      | Energie Cottbus      |
| 10 | TĐ | Olivier Occean    | 23 tháng 10, 1981 (23 tuổi) | 9       | Odd Grenland         |

## Colombia
Huấn luyện viên:  Reinaldo Rueda
| Số | Vt | Cầu thủ                  | Ngày sinh (tuổi)           | Số trận | Câu lạc bộ             |
| -- | -- | ------------------------ | -------------------------- | ------- | ---------------------- |
| 1  | TM | Faryd Mondragón (c)      | 21 tháng 6, 1971 (34 tuổi) |         | Galatasaray            |
| 2  | HV | Andrés González          | 8 tháng 1, 1984 (21 tuổi)  |         | América de Cali        |
| 3  | HV | José Julián de la Cuesta | 10 tháng 2, 1983 (22 tuổi) |         | Cádiz CF               |
| 4  | HV | Humberto Mendoza         | 2 tháng 10, 1984 (20 tuổi) |         | Atlético Nacional      |
| 5  | HV | Jair Benitez             | 12 tháng 1, 1979 (26 tuổi) |         | Independiente Medellín |
| 6  | TV | Juan Carlos Ramírez      | 22 tháng 3, 1972 (33 tuổi) |         | Independiente Santa Fe |
| 7  | TĐ | Oscar Briceño            | 6 tháng 9, 1985 (19 tuổi)  |         | Deportes Tolima        |
| 8  | TĐ | Aldo Leo Ramírez         | 18 tháng 4, 1981 (24 tuổi) |         | Independiente Santa Fe |
| 9  | TĐ | Wason Rentería           | 4 tháng 7, 1985 (20 tuổi)  |         | Boyacá Chicó           |
| 10 | TĐ | Tressor Moreno           | 11 tháng 1, 1979 (26 tuổi) |         |                        |
| 11 | TĐ | César Valoyes            | 5 tháng 1, 1984 (21 tuổi)  |         | Independiente Medellín |
| 12 | TM | Luis Enrique Martinez    | 11 tháng 7, 1982 (22 tuổi) |         | Independiente Santa Fe |
| 13 | HV | Yulián Anchico           | 28 tháng 5, 1984 (21 tuổi) |         | Deportes Tolima        |
| 14 | HV | Hayder Palacio           | 22 tháng 7, 1979 (25 tuổi) |         | Atlético Junior        |
| 15 | TV | Jaime Castrillón         | 5 tháng 5, 1983 (22 tuổi)  |         | Independiente Medellín |
| 16 | TĐ | Héctor Hurtado           | 21 tháng 9, 1975 (29 tuổi) |         | Atlético Nacional      |
| 17 | TV | Jairo Patiño             | 5 tháng 4, 1978 (27 tuổi)  |         | River Plate            |
| 18 | TĐ | Martin Arzuaga           | 23 tháng 7, 1981 (23 tuổi) |         | Atlético Junior        |
| 19 | TV | Juan Fernando Leal       | 2 tháng 8, 1980 (24 tuổi)  |         | Envigado               |
| 20 | TV | Macnelly Torres          | 11 tháng 1, 1984 (21 tuổi) |         | Atlético Junior        |
| 21 | TV | Abel Aguilar             | 6 tháng 1, 1985 (20 tuổi)  |         | Deportivo Cali         |
| 22 | TV | Freddy Guarín            | 30 tháng 6, 1986 (19 tuổi) |         | Envigado               |
| 23 | TV | Oscar Enrique Passo      | 13 tháng 5, 1980 (25 tuổi) |         | Deportes Tolima        |

## Costa Rica
Huấn luyện viên:  Alexandre Guimarães
| Số | Vt | Cầu thủ               | Ngày sinh (tuổi)            | Số trận | Câu lạc bộ              |
| -- | -- | --------------------- | --------------------------- | ------- | ----------------------- |
| 1  | TM | Alvaro Mesén (c)      | 24 tháng 12, 1972 (32 tuổi) |         | CS Herediano            |
| 3  | HV | Roy Miller            | 24 tháng 11, 1984 (20 tuổi) |         | C.S. Cartaginés         |
| 4  | HV | Michael Umaña         | 16 tháng 7, 1982 (22 tuổi)  |         | Los Angeles Galaxy      |
| 5  | HV | Gabriel Badilla       | 30 tháng 6, 1984 (21 tuổi)  |         | Deportivo Saprissa      |
| 6  | HV | Danny Fonseca         | 7 tháng 11, 1979 (25 tuổi)  |         | C.S. Cartaginés         |
| 7  | TĐ | Oscar Emilio Rojas    | 24 tháng 7, 1979 (25 tuổi)  |         | Dorados de Sinaloa      |
| 8  | TV | José Luis López       | 31 tháng 3, 1981 (24 tuổi)  |         | Deportivo Saprissa      |
| 9  | TĐ | Bryan Ruiz            | 18 tháng 8, 1985 (19 tuổi)  |         | LD Alajuelense          |
| 10 | TV | Jafet Soto            | 1 tháng 4, 1976 (29 tuổi)   |         | CS Herediano            |
| 11 | HV | Cristian Bolaños      | 17 tháng 5, 1984 (21 tuổi)  |         | Deportivo Saprissa      |
| 12 | HV | Junior Díaz           | 12 tháng 9, 1983 (21 tuổi)  |         | CS Herediano            |
| 13 | HV | Victor Cordero        | 9 tháng 11, 1972 (32 tuổi)  |         | Deportivo Saprissa      |
| 14 | TV | Géiner Segura         | 14 tháng 10, 1974 (30 tuổi) |         | Municipal Pérez Zeledón |
| 15 | HV | Harold Wallace        | 7 tháng 9, 1975 (29 tuổi)   |         | LD Alajuelense          |
| 17 | TĐ | Steven Bryce          | 16 tháng 8, 1977 (27 tuổi)  |         | LD Alajuelense          |
| 18 | TM | José Francisco Porras | 8 tháng 11, 1970 (34 tuổi)  |         | Deportivo Saprissa      |
| 19 | HV | Mauricio Wright       | 20 tháng 4, 1970 (35 tuổi)  |         | CS Herediano            |
| 20 | TV | Douglas Sequeira      | 23 tháng 8, 1977 (27 tuổi)  |         | Chivas USA              |
| 21 | TĐ | Randall Brenes        | 13 tháng 8, 1983 (21 tuổi)  |         | C.S. Cartaginés         |
| 23 | TM | Donny Grant           | 12 tháng 4, 1976 (29 tuổi)  |         | Municipal Pérez Zeledón |

## Cuba
Huấn luyện viên:  Luis Armelio García
| Số | Vt | Cầu thủ              | Ngày sinh (tuổi) | Số trận | Câu lạc bộ          |
| -- | -- | -------------------- | ---------------- | ------- | ------------------- |
| 1  | TM | Odelin Molina (c)    |                  |         | FC Villa Clara      |
| 12 | TM | Alexis Rene Avilés   |                  |         | FC Villa Clara      |
| 14 | HV | Jaime Colomé         |                  |         | Ciudad Habana       |
| 5  | HV | Alexander Cruzata    |                  |         | FC Holguín          |
| 18 | HV | Leonel Duarte        |                  |         | Ciego de Avila      |
| 16 | HV | Reysander Fernández  |                  |         | Ciego de Avila      |
| 2  | HV | Silvio Pedro Miñoso  |                  |         | FC Villa Clara      |
| 8  | TV | Disney Aquino        |                  |         | FC Santiago de Cuba |
| 3  | TV | Jeniel Márquez       |                  |         | FC Villa Clara      |
| 7  | TV | Jorge Luis Ramírez   |                  |         | CF Granma           |
| 4  | TV | Marío Rodríguez      |                  |         | Ciudad Habana       |
| 6  | TV | Enrique Villaurrutia |                  |         | FC Cienfuegos       |
| 9  | TĐ | Alain Cervantes      |                  |         | Ciego de Avila      |
| 17 | TĐ | Pedro Adriani Faife  |                  |         | FC Villa Clara      |
| 13 | TĐ | Maykel Galindo       |                  |         | FC Villa Clara      |
| 11 | TĐ | Mario Gil            |                  |         | Ciudad Habana       |
| 15 | TĐ | Gisbel Morales       |                  |         | FC Pinar del Río    |
| 10 | TĐ | Lester Moré          |                  |         | Ciego de Avila      |
| 19 | TĐ | Hensy Muñoz          |                  |         | Ciudad Habana       |
| 20 | TĐ | Yaikel Pérez         |                  |         | Ciudad Habana       |

Yaikel Perez defected to the Hoa Kỳ
Maykel Galindo defected to the Hoa Kỳ

## Guatemala
Huấn luyện viên:  Ramón Maradiaga
| Số | Vt | Cầu thủ               | Ngày sinh (tuổi) | Số trận | Câu lạc bộ     |
| -- | -- | --------------------- | ---------------- | ------- | -------------- |
| 1  | TM | Miguel Angel Klee     |                  |         | Cobán Imperial |
| 22 | TM | Luis Pedro Molina     |                  |         | Jalapa         |
| 25 | TM | Paulo César Motta     |                  |         | Municipal      |
| 4  | HV | Denis Chen            |                  |         | Imperial       |
| 6  | HV | Gustavo Cabrera       |                  |         | Comunicaciones |
| 5  | HV | Víctor Hernández      |                  |         | Xelajú         |
| 13 | HV | Néstor Martínez       |                  |         | Comunicaciones |
| 3  | HV | Pablo Melgar          |                  |         | Municipal      |
| 2  | HV | Nelson Morales        |                  |         | Imperial       |
| 14 | HV | Elmer Ponciano        |                  |         | Jalapa         |
| 26 | HV | Angel Sanabria        |                  |         | Imperial       |
| 24 | TV | Maynor Davila         |                  |         | Aurora         |
| 12 | TV | Carlos Figueroa       |                  |         | Municipal      |
| 21 | TV | Rigoberto Gómez       |                  |         | Comunicaciones |
| 11 | TV | Guillermo Ramírez     |                  |         | LA Galaxy      |
| 8  | TV | Gonzalo Romero        |                  |         | Municipal      |
| 7  | TV | Fredy Thompson        |                  |         | Comunicaciones |
| 9  | TV | José Zacarías Antonio |                  |         | Suchitepéquez  |
| 17 | TĐ | Dwight Pezzarossi     |                  |         | Comunicaciones |
| 20 | TĐ | Carlos Ruíz           |                  |         | Dallas         |
| 23 | TĐ | Hernán Sandoval       |                  |         | Comunicaciones |
| 10 | TĐ | Edwin Villatoro       |                  |         | Suchitepéquez  |

## Honduras
Huấn luyện viên:  José de la Paz Herrera
| Số | Vt | Cầu thủ              | Ngày sinh (tuổi)            | Số trận | Câu lạc bộ         |
| -- | -- | -------------------- | --------------------------- | ------- | ------------------ |
| 1  | TM | Víctor Coello        | 29 tháng 9, 1974 (30 tuổi)  |         | C.D. Marathón      |
| 22 | TM | Júnior Morales       | 4 tháng 3, 1978 (27 tuổi)   |         | Real C.D. España   |
| 25 | TM | Christian Garden     | 22 tháng 9, 1980 (24 tuổi)  |         | CD Vida            |
| 4  | HV | Samuel Caballero     | 24 tháng 12, 1974 (30 tuổi) |         | Chicago Fire       |
| 3  | HV | Maynor Figueroa      | 2 tháng 5, 1983 (22 tuổi)   |         | CD Olimpia         |
| 2  | HV | Astor Henríquez      | 26 tháng 2, 1983 (22 tuổi)  |         | Universidad        |
| 6  | HV | Júnior Izaguirre     | 12 tháng 8, 1979 (25 tuổi)  |         | C.D. Motagua       |
| 21 | HV | Érick Vallecillo     | 29 tháng 1, 1980 (25 tuổi)  |         | Real C.D. España   |
| 13 | TV | Mario René Berríos   | 29 tháng 5, 1982 (23 tuổi)  |         | CD Marathón        |
| 14 | TV | Óscar Boniek García  | 4 tháng 9, 1984 (20 tuổi)   |         | CD Olimpia         |
| 23 | TV | Mario Ivan Guerrero  | 30 tháng 11, 1977 (27 tuổi) |         | Chicago Fire       |
| 24 | TV | Luis Guifarro        | 25 tháng 8, 1976 (28 tuổi)  |         | Free agent         |
| 18 | TV | Carlos Morán         | 19 tháng 7, 1984 (20 tuổi)  |         | C.D. Victoria      |
| 8  | TV | Wilson Palacios      | 29 tháng 7, 1984 (20 tuổi)  |         | CD Olimpia         |
| 20 | TV | Hendry Thomas        | 23 tháng 2, 1985 (20 tuổi)  |         | CD Olimpia         |
| 19 | TV | Danilo Turcios       | 8 tháng 5, 1978 (27 tuổi)   |         | CD Olimpia         |
| 7  | TĐ | Edgar Nuñez          | 23 tháng 8, 1979 (25 tuổi)  |         | Atlético Olanchano |
| 11 | TĐ | Milton Núñez         | 31 tháng 10, 1972 (32 tuổi) |         | CD Marathón        |
| 9  | TĐ | Francisco Ramírez    | 10 tháng 7, 1976 (28 tuổi)  |         | CD Platense        |
| 16 | TĐ | Eddy Vega            | 13 tháng 8, 1980 (24 tuổi)  |         | CD Platense        |
| 10 | TĐ | Wilmer Velásquez (c) | 28 tháng 4, 1972 (33 tuổi)  |         | CD Olimpia         |

## Jamaica
Huấn luyện viên:  Wendell Downswell
| Số | Vt | Cầu thủ           | Ngày sinh (tuổi)           | Số trận | Câu lạc bộ             |
| -- | -- | ----------------- | -------------------------- | ------- | ---------------------- |
| 1  | TM | Shawn Sawyers     |                            |         | Portmore United F.C.   |
| 3  | HV | Damion Stewart    |                            |         | Harbour View FC        |
| 4  | HV | Jermaine Taylor   |                            |         | Harbour View FC        |
| 5  | HV | Tyrone Sawyers    |                            |         | Portmore United F.C.   |
| 6  | HV | Robert Scarlett   | 14 tháng 1, 1979 (26 tuổi) |         | Harbour View FC        |
| 8  | HV | Lovel Palmer      |                            |         | Harbour View FC        |
| 9  | TV | Andrew Williams   |                            |         | Real Salt Lake         |
| 10 | TĐ | Ricardo Fuller    |                            |         | Portsmouth F.C.        |
| 11 | TĐ | Roland Dean       |                            |         | Tivoli Gardens FC      |
| 12 | TV | Jermaine Johnson  |                            |         | Oldham Athletic        |
| 13 | TM | Leighton Murray   |                            |         | Harbour View FC        |
| 14 | HV | Tyrone Marshall   |                            |         | Los Angeles Galaxy     |
| 16 | TV | Omar Daley        |                            |         | Portmore United F.C.   |
| 17 | TV | Jermaine Huế      |                            |         | Harbour View FC        |
| 18 | TV | Khari Stephenson  |                            |         | Kansas City Wizards    |
| 19 | HV | Garfield Reid     |                            |         | Rivoli United F.C.     |
| 20 | TĐ | Damani Ralph      | 6 tháng 11, 1980 (24 tuổi) |         | Chicago Fire           |
| 21 | TĐ | Luton Shelton     |                            |         | Harbour View FC        |
| 22 | HV | Nicholy Finlayson |                            |         | Reno FC                |
| 23 | TĐ | Teofore Bennett   |                            |         | Portmore United F.C.   |
| 25 | HV | Claude Davis      |                            |         | Preston North End F.C. |
| 30 | TM | Donovan Ricketts  |                            |         | Bradford City          |

## México
Huấn luyện viên:  Ricardo La Volpe
| Số | Vt | Cầu thủ              | Ngày sinh (tuổi) | Số trận | Câu lạc bộ       |
| -- | -- | -------------------- | ---------------- | ------- | ---------------- |
| 1  | TM | Moisés Muñoz         |                  |         | Monarcas Morelia |
| 2  | HV | Francisco Rodríguez  |                  |         | Guadalajara      |
| 3  | HV | Carlos Salcido       |                  |         | Guadalajara      |
| 4  | HV | Ricardo Osorio       |                  |         | Cruz Azul        |
| 5  | TV | Israel López         |                  |         | Toluca           |
| 6  | TV | Ismael Rodriguez     |                  |         | Monterrey        |
| 7  | TV | Sinha                |                  |         | Toluca           |
| 8  | TV | Rafael García        |                  |         | Cruz Azul        |
| 9  | TĐ | Jared Borgetti       |                  |         | Pachuca          |
| 10 | TĐ | Omar Bravo           |                  |         | Guadalajara      |
| 11 | TV | Daniel Osorno        |                  |         | Atlas            |
| 12 | TM | José de Jesús Corona |                  |         | UAG              |
| 14 | HV | Gonzalo Pineda       |                  |         | UNAM             |
| 15 | TV | Carlos Morales       |                  |         | UANL             |
| 16 | HV | Mario Méndez         |                  |         | Toluca           |
| 17 | TĐ | Rafael Márquez Lugo  |                  |         | Monarcas Morelia |
| 18 | TĐ | Aaron Padilla        |                  |         | America          |
| 19 | TĐ | Alberto Medina       |                  |         | Guadalajara      |
| 20 | TV | Juan Pablo García    |                  |         | Atlas            |
| 21 | TV | Gerardo Galindo      |                  |         | UNAM             |
| 22 | HV | Héctor Altamirano    |                  |         | Santos           |
| 23 | TV | Luis Ernesto Pérez   |                  |         | Monterrey        |
| 24 | TM | Guillermo Ochoa      |                  |         | América          |

## Panama
Huấn luyện viên:  José Hernández
| Số | Vt | Cầu thủ                | Ngày sinh (tuổi)            | Số trận | Câu lạc bộ             |
| -- | -- | ---------------------- | --------------------------- | ------- | ---------------------- |
| 1  | TM | Jaime Penedo           | 26 tháng 9, 1981 (23 tuổi)  |         | CD Árabe Unido         |
| 2  | HV | Carlos Rivera          | 30 tháng 5, 1979 (26 tuổi)  |         | Independiente Medellín |
| 3  | HV | Luis Moreno            | 19 tháng 3, 1981 (24 tuổi)  |         | Envigado Fútbol Club   |
| 4  | HV | José Anthony Torres    | 27 tháng 8, 1972 (32 tuổi)  |         | CD Marathón            |
| 5  | HV | Felipe Baloy           | 24 tháng 2, 1981 (24 tuổi)  |         | Paranaense             |
| 6  | TV | Gabriel Enrique Gómez  | 29 tháng 5, 1984 (21 tuổi)  |         | Tauro F.C.             |
| 7  | TĐ | Jorge Dely Valdés      | 12 tháng 3, 1967 (38 tuổi)  |         | CD Árabe Unido         |
| 8  | TV | Alberto Blanco         | 8 tháng 1, 1978 (27 tuổi)   |         | Alania                 |
| 9  | TĐ | Julio Dely Valdés (c)  | 12 tháng 3, 1967 (38 tuổi)  |         | CD Árabe Unido         |
| 10 | TV | Julio Medina III       | 14 tháng 7, 1976 (28 tuổi)  |         | Águila                 |
| 11 | TĐ | Roberto Brown          | 15 tháng 7, 1977 (27 tuổi)  |         | San Francisco F.C.     |
| 12 | TM | José Calderon          | 14 tháng 8, 1985 (19 tuổi)  |         | San Francisco F.C.     |
| 13 | HV | Joel Solanilla         | 24 tháng 12, 1983 (21 tuổi) |         | Plaza Amador           |
| 14 | HV | Román Torres           | 20 tháng 3, 1986 (19 tuổi)  |         | Chepo F.C.             |
| 15 | TV | Ricardo Phillips       | 31 tháng 1, 1975 (30 tuổi)  |         | Tauro F.C.             |
| 16 | HV | Ubaldo Gustavo Guardia | 8 tháng 6, 1977 (28 tuổi)   |         | CD Árabe Unido         |
| 17 | HV | Luis Alfonso Henriquez | 23 tháng 11, 1981 (23 tuổi) |         | CD Árabe Unido         |
| 18 | TĐ | Luis Tejada            | 28 tháng 3, 1982 (23 tuổi)  |         | Envigado Fútbol Club   |
| 19 | TV | Gustavo Ávila          | 21 tháng 4, 1981 (24 tuổi)  |         | CD Árabe Unido         |
| 20 | TV | Engin Mitre            | 16 tháng 10, 1981 (23 tuổi) |         | Plaza Amador           |
| 21 | TV | Ángel Luis Rodríguez   | 15 tháng 2, 1976 (29 tuổi)  |         | San Francisco F.C.     |
| 22 | TM | Oscar McFarlane        | 29 tháng 11, 1980 (24 tuổi) |         | Tauro F.C.             |
| 23 | TM | Donaldo Gonzalez       | 27 tháng 11, 1971 (33 tuổi) |         | CD Marathón            |

## Nam Phi
Huấn luyện viên:  Stuart Baxter
| Số | Vt | Cầu thủ           | Ngày sinh (tuổi)           | Số trận | Câu lạc bộ          |
| -- | -- | ----------------- | -------------------------- | ------- | ------------------- |
| 1  | TM | Calvin Marlin     | 20 tháng 4, 1976 (29 tuổi) |         | SuperSport United   |
| 2  | HV | Lucky Lekgwathi   | 8 tháng 1, 1976 (29 tuổi)  |         | Orlando Pirates     |
| 3  | HV | Lucas Thwala      |                            |         | Orlando Pirates     |
| 4  | HV | Phil Evans        |                            |         | SuperSport United   |
| 5  | HV | Ricardo Katza     |                            |         | SuperSport United   |
| 6  | TĐ | Siboniso Gaxa     |                            |         | SuperSport United   |
| 7  | TV | Daine Klate       |                            |         | SuperSport United   |
| 8  | TV | Siyabonga Siphika | 24 tháng 4, 1981 (24 tuổi) |         | Manning Rangers     |
| 9  | TĐ | Lebohang Mokoena  | 29 tháng 9, 1986 (18 tuổi) |         | Orlando Pirates     |
| 10 | HV | Craig Bianchi     | 25 tháng 3, 1978 (27 tuổi) |         | Mamelodi Sundowns   |
| 11 | TV | Elrio van Heerden |                            |         | FC Copenhagen       |
| 12 | TV | Stanley Kgatla    |                            |         | Silver Stars        |
| 13 | TĐ | Siyabonga Nkosi   |                            |         | Bloemfontein Celtic |
| 14 | TĐ | Siyabonga Nomvete |                            |         | Empoli              |
| 15 | TV | Hleza Mofedi      |                            |         | Orlando Pirates     |
| 16 | TM | Thabang Radebe    |                            |         | Orlando Pirates     |
| 17 | TV | Reagan Noble      |                            |         | Wits University     |
| 18 | TĐ | Abram Raselemane  |                            |         | SuperSport United   |
| 19 | TĐ | Lungisani Ndlela  | 8 tháng 9, 1980 (24 tuổi)  |         | SuperSport United   |
| 20 | HV | Peter Petersen    |                            |         | Moroka Swallows     |
| 21 | TV | Gift Leremi       |                            |         | Orlando Pirates     |
| 22 | TM | Lee Langeveldt    | 8 tháng 6, 1985 (20 tuổi)  |         | FC Fortune          |

## Trinidad và Tobago
Huấn luyện viên:  Leo Beenhakker
| Số | Vt | Cầu thủ           | Ngày sinh (tuổi)            | Số trận | Câu lạc bộ         |
| -- | -- | ----------------- | --------------------------- | ------- | ------------------ |
| 1  | TM | Shaka Hislop      | 22 tháng 2, 1969 (36 tuổi)  | 21      | free agent         |
| 2  | HV | David Charles     | 29 tháng 9, 1977 (27 tuổi)  | 16      | W Connection       |
| 3  | HV | Avery John        | 18 tháng 6, 1975 (30 tuổi)  | 43      | New Anh Revolution |
| 4  | HV | Marvin Andrews    | 22 tháng 12, 1975 (29 tuổi) | 86      | Rangers            |
| 5  | HV | Brent Sancho      | 13 tháng 3, 1977 (28 tuổi)  | 35      | Dundee             |
| 6  | HV | Dennis Lawrence   | 1 tháng 8, 1974 (30 tuổi)   | 49      | Wrexham            |
| 7  | TV | Chris Birchall    | 5 tháng 5, 1984 (21 tuổi)   | 4       | Port Vale          |
| 8  | TV | Angus Eve         | 23 tháng 2, 1973 (32 tuổi)  | 115     | San Juan Jabloteh  |
| 9  | TV | Aurtis Whitley    | 1 tháng 5, 1977 (28 tuổi)   | 11      | San Juan Jabloteh  |
| 10 | TĐ | Jason Scotland    | 18 tháng 2, 1979 (26 tuổi)  | 17      | Dundee United      |
| 11 | TV | Carlos Edwards    | 24 tháng 10, 1978 (26 tuổi) | 40      | Wrexham            |
| 12 | TV | Brent Rahim       | 8 tháng 8, 1978 (26 tuổi)   | 47      | Falkirk            |
| 13 | TĐ | Cornell Glen      | 21 tháng 10, 1980 (24 tuổi) | 32      | Columbus Crew      |
| 14 | TĐ | Stern John (c)    | 30 tháng 10, 1976 (28 tuổi) | 81      | Coventry           |
| 15 | TĐ | Kenwyne Jones     | 5 tháng 10, 1984 (20 tuổi)  | 18      | Stoke City         |
| 16 | HV | Anton Pierre      | 23 tháng 9, 1977 (27 tuổi)  | 51      | Defence Force      |
| 18 | TV | Densill Theobald  | 27 tháng 6, 1982 (23 tuổi)  | 31      | Caledonia AIA      |
| 19 | TV | Silvio Spann      | 21 tháng 8, 1981 (23 tuổi)  | 18      | Yokohama FC        |
| 20 | TĐ | Collin Samuel     | 27 tháng 8, 1981 (23 tuổi)  | 10      | Dundee             |
| 21 | TM | Kelvin Jack       | 29 tháng 4, 1976 (29 tuổi)  | 19      | Dundee             |
| 22 | TM | Daurance Williams | 13 tháng 5, 1983 (22 tuổi)  | 15      | San Juan Jabloteh  |
| 23 | HV | Glenton Wolfe     | 30 tháng 12, 1981 (23 tuổi) | 3       | North East Stars   |
| 24 | HV | Cyd Gray          | 21 tháng 11, 1976 (28 tuổi) | 29      | San Juan Jabloteh  |

## Hoa Kỳ
Huấn luyện viên:  Bruce Arena
| Số | Vt | Cầu thủ          | Ngày sinh (tuổi)            | Số trận | Câu lạc bộ               |
| -- | -- | ---------------- | --------------------------- | ------- | ------------------------ |
| 1  | TM | Marcus Hahnemann | 15 tháng 6, 1972 (33 tuổi)  |         | Reading                  |
| 2  | HV | Frankie Hejduk   | 5 tháng 8, 1974 (30 tuổi)   |         | Columbus Crew            |
| 3  | HV | Greg Vanney      | 11 tháng 6, 1974 (31 tuổi)  |         | Bastia                   |
| 4  | HV | Oguchi Onyewu    | 13 tháng 5, 1982 (23 tuổi)  |         | Standard Liège           |
| 5  | TV | John O'Brien     | 29 tháng 8, 1977 (27 tuổi)  |         | ADO                      |
| 6  | HV | Steve Cherundolo | 19 tháng 2, 1979 (26 tuổi)  |         | Hannover 96              |
| 7  | TV | DaMarcus Beasley | 24 tháng 5, 1982 (23 tuổi)  |         | PSV                      |
| 8  | TV | Clint Dempsey    | 9 tháng 3, 1983 (22 tuổi)   |         | New Anh Revolution       |
| 9  | TĐ | Santino Quaranta | 14 tháng 10, 1984 (20 tuổi) |         | D.C. United              |
| 10 | TĐ | Landon Donovan   | 4 tháng 3, 1982 (23 tuổi)   |         | LA Galaxy                |
| 11 | TĐ | Conor Casey      | 25 tháng 7, 1981 (23 tuổi)  |         | FSV Mainz 05             |
| 12 | HV | Jimmy Conrad     | 12 tháng 2, 1977 (28 tuổi)  |         | Kansas City              |
| 13 | TĐ | Pat Noonan       | 2 tháng 8, 1980 (24 tuổi)   |         | New Anh Revolution       |
| 14 | TV | Chris Armas      | 27 tháng 8, 1972 (32 tuổi)  |         | Chicago Fire             |
| 15 | TV | Ben Olsen        | 3 tháng 5, 1977 (28 tuổi)   |         | D.C. United              |
| 16 | TĐ | Josh Wolff       | 25 tháng 2, 1977 (28 tuổi)  |         | Kansas City              |
| 18 | TM | Kasey Keller (c) | 29 tháng 11, 1969 (35 tuổi) |         | Borussia Mönchengladbach |
| 19 | TV | Steve Ralston    | 14 tháng 6, 1974 (31 tuổi)  |         | New Anh Revolution       |
| 21 | TV | Brad Davis       | 8 tháng 11, 1981 (23 tuổi)  |         | San Jose Earthquakes     |
| 22 | HV | Tony Sanneh      | 1 tháng 6, 1971 (34 tuổi)   |         | Chicago Fire             |
| 23 | HV | Eddie Pope       | 24 tháng 12, 1973 (31 tuổi) |         | Real Salt Lake           |
| 24 | TM | Matt Reis        | 28 tháng 3, 1975 (30 tuổi)  |         | New Anh Revolution       |
| 25 | TV | Pablo Mastroeni  | 26 tháng 8, 1976 (28 tuổi)  |         | Colorado Rapids          |

## Đại diện cầu thủ

### Theo câu lạc bộ
| Cầu thủ | Câu lạc bộ |
| ------- | --- |
| 7       | Harbour View SuperSport United |
| 6       | Montreal Impact Villa Clara Comunicaciones Olimpia Árabe Unido Orlando Pirates |
| 5       | Saprissa Ciudad Habana Marathón Chicago Fire New Anh Revolution |
| 4       | Envigado Independiente Medellín Herediano Ciego de Ávila Cobán Imperial Municipal Portmore United Guadalajara San Juan Jabloteh LA Galaxy |
| 3       | Atlético Junior Deportes Tolima Santa Fe Alajuelense Cartaginés Toluca San Francisco Tauro Dundee Kansas City Wizards |
| 2       | Atlético Nacional Pérez Zeledón Millwall Jalapa Suchitepéquez Platense Real España América Atlas Cruz Azul Monterrey Morelia UANM Plaza Amador Columbus Crew D.C. United Real Salt Lake San Jose Earthquakes Wrexham |
| 1       | River Plate Standard Liège Atlético Paranaense Vancouver Whitecaps América de Cali Boyacá Chicó Deportivo Cali Cienfuegos Granma Holguín Pinar del Río Santiago de Cuba Copenhagen Águila Bradford City Coventry City Ipswich Town Norwich City Oldham Athletic Port Vale Portsmouth Preston North End Reading Stoke City Tranmere Rovers Bastia Borussia Mönchengladbach Energie Cottbus Hannover 96 Mainz 05 Aurora Xelajú MC Atlético Olanchano Motagua Universidad Victoria Vida Empoli Reno Rivoli United Tivoli Gardens Yokohama FC Dorados de Sinaloa Pachuca Santos Laguna UAG UANL ADO Den Haag PSV Eindhoven Haugesund Odd Grenland Tromsø Chepo Alania Dundee United Falkirk Kilmarnock Rangers Bloemfontein Celtic FC Fortune Mamelodi Sundowns Manning Rangers Moroka Swallows Silver Stars Wits University Cádiz CF Helsingborgs Caledonia AIA Defence Force North East Stars W Connection Galatasaray Chivas USA Colorado Rapids FC Dallas |

### Theo quốc gia của câu lạc bộ
Nations in bold có đại diện đội tuyển quốc gia trong giải đấu.
| Cầu thủ | Câu lạc bộ                                                                                    |
| ------- | --------------------------------------------------------------------------------------------- |
| 28      | Hoa Kỳ                                                                                        |
| 24      | Mexico                                                                                        |
| 22      | Colombia                                                                                      |
| 20      | Cuba Guatemala Honduras Nam Phi                                                               |
| 17      | Costa Rica                                                                                    |
| 15      | Panama                                                                                        |
| 14      | Jamaica                                                                                       |
| 13      | Anh                                                                                           |
| 8       | Trinidad và Tobago                                                                            |
| 7       | Canada Scotland                                                                               |
| 4       | Đức                                                                                           |
| 3       | Na Uy                                                                                         |
| 2       | Hà Lan Wales                                                                                  |
| 1       | Argentina Bỉ Brasil Đan Mạch El Salvador Pháp Ý Nhật Bản Nga Tây Ban Nha Thụy Điển Thổ Nhĩ Kỳ |